# Coupe de la Ligue d'Irlande de football 2012
Navigation
Édition précédente Édition suivante
La 39e coupe de la Ligue d'Irlande de football, connue aussi de par son contrat de sponsoring sous le nom d’EA Sports Cup se tient entre le 26 mars 2012 et le mois de septembre 2012. Le Derry City Football Club remet en jeu son titre obtenu en 2011.
22 équipes disputant la compétition : les douze équipes de la Premier Division, les huit équipes de la First Division et des équipes amateurs invitées : Fanad United, champion en titre de l’Ulster Senior League et la sélection de Mayo League.
Pour les deux premiers tours les équipes sont réparties en quatre groupes régionaux au sein desquels elles vont se rencontrer en vue de la qualification au troisième tour. Les matchs sont désignés par un tirage au sort

## Equipes
| Poule 1                                                                                                  | Poule 2                                                                                    | Poule 3                                                                     | Poule 4                                                                     |
| --- | ------------------------------------------------------------------------------------------ | --------------------------------------------------------------------------- | --------------------------------------------------------------------------- |
| - Cork City FC - Limerick FC - St. Patrick's Athletic FC - UC Dublin - Waterford United - Wexford Youths | - Derry City FC - Fanad United - Finn Harps - Mayo League - Monaghan United - Sligo Rovers | - Bray Wanderers - Mervue United - SD Galway - Shamrock Rovers - Shelbourne | - Athlone Town - Bohemian FC - Drogheda United - Dundalk FC - Longford Town |

## Premier tour
Le tirage au sort du premier tour a lieu le 7 mars 2012. Le premier tour est programmé pour le 26 mars.

### Groupe 1
| Club             | Score | Club              | Lieu de la rencontre | Date    |
| ---------------- | ----- | ----------------- | -------------------- | ------- |
| Cork City FC     | 5-1   | Wexford Youths FC | -                    | 26 mars |
| Waterford United | 1-6   | UC Dublin         | -                    | 26 mars |

### Groupe 2
| Club            | Score | Club         | Lieu de la rencontre | Date    |
| --------------- | ----- | ------------ | -------------------- | ------- |
| Finn Harps      | 2-0   | Mayo League  | -                    | 26 mars |
| Monaghan United | 2-1   | Fanad United | -                    | 26 mars |

### Groupe 3
| Club          | Score | Club          | Lieu de la rencontre | Date    |
| ------------- | ----- | ------------- | -------------------- | ------- |
| Shelbourne FC | 1-0   | Mervue United | -                    | 26 mars |

### Groupe 4
| Club         | Score | Club            | Lieu de la rencontre | Date    |
| ------------ | ----- | --------------- | -------------------- | ------- |
| Athlone Town | 2-5   | Drogheda United | -                    | 26 mars |

## Deuxième tour
Le tirage au sort du premier tour a lieu le 27 mars 2012. Les matchs ont lieu les 9 et 10 avril 2012.

### Groupe 1
| Club                      | Score | Club         | Lieu de la rencontre | Date |
| ------------------------- | ----- | ------------ | -------------------- | ---- |
| Limerick FC               | 3-0   | Cork City FC | -                    | -    |
| St. Patrick's Athletic FC | 2-1   | UC Dublin    | -                    | -    |

### Groupe 2
| Club          | Score | Club            | Lieu de la rencontre | Date |
| ------------- | ----- | --------------- | -------------------- | ---- |
| Derry City FC | 4-0   | Finn Harps      | -                    | -    |
| Sligo Rovers  | 3-1   | Monaghan United | -                    |      |

### Groupe 3
| Club          | Score | Club            | Lieu de la rencontre | Date |
| ------------- | ----- | --------------- | -------------------- | ---- |
| SD Galway     | 0-2   | Shamrock Rovers | -                    | -    |
| Shelbourne FC | 1-2   | Bray Wanderers  | -                    | -    |

### Groupe 4
| Club            | Score | Club        | Lieu de la rencontre | Date |
| --------------- | ----- | ----------- | -------------------- | ---- |
| Drogheda United | -     | Bohemian FC | -                    | -    |
| Longford Town   | -     | Dundalk FC  | -                    | -    |

## Quarts de finale
Le tirage au sort des quarts de finale se déroule le 7 mai 2012 en direct à la télévision sur RTÉ Two. Les matchs se déroulent les 25 et 26 juin 2012.
| Club                      | Score         | Club            | Lieu de la rencontre | Date         |
| ------------------------- | ------------- | --------------- | -------------------- | ------------ |
| Drogheda United           | 1-1 (3-2 tab) | Dundalk FC      | Hunky Dorys Park     | 25 juin 2012 |
| Bray Wanderers            | 1-3           | Limerick FC     | Carlisle Grounds     | 25 juin 2012 |
| Sligo Rovers              | 4-0           | Derry City FC   | The Showgrounds      | 26 juin 2012 |
| St. Patrick's Athletic FC | 1-1 (2-4 tab) | Shamrock Rovers | Richmond Park        | 26 juin 2012 |

## Demi-finales
| Demi-finale 1 | Drogheda United Football Club | 2-1   | Sligo Rovers Football Club | Hunky Dorys Park |  |
| 6 août 2012   |                               | (2-0) |                            |                  |  |
| 6 août 2012   | Rapport                       |       |                            |                  |  |

| Demi-finale 2 | Shamrock Rovers Football Club | 4-1   | Limerick Football Club | Tallaght Stadium |  |
| 6 août 2012   |                               | (1-0) |                        |                  |  |
| 6 août 2012   | Rapport                       |       |                        |                  |  |

## Finale
| Finale            | Shamrock Rovers Football Club | 1-3   | Drogheda United Football Club                                  | Tallaght Stadium         |                          |
| 22 septembre 2012 | Killian Brennan 59e           | (0-2) | Declan O'Brien 33e · Kerrea Gilbert (csc) 43e · Eric Foley 61e | Arbitrage : Tom Connolly | Arbitrage : Tom Connolly |
| 22 septembre 2012 | Rapport                       |       |                                                                | Arbitrage : Tom Connolly | Arbitrage : Tom Connolly |